# ويندي تايلور
ويندي تايلور (بالإنجليزية: Wendy Taylor) هي نحّاتة بريطانية، ولدت في 1945 في Stamford, Lincolnshire ‏ في المملكة المتحدة.